# Ислам в Румынии

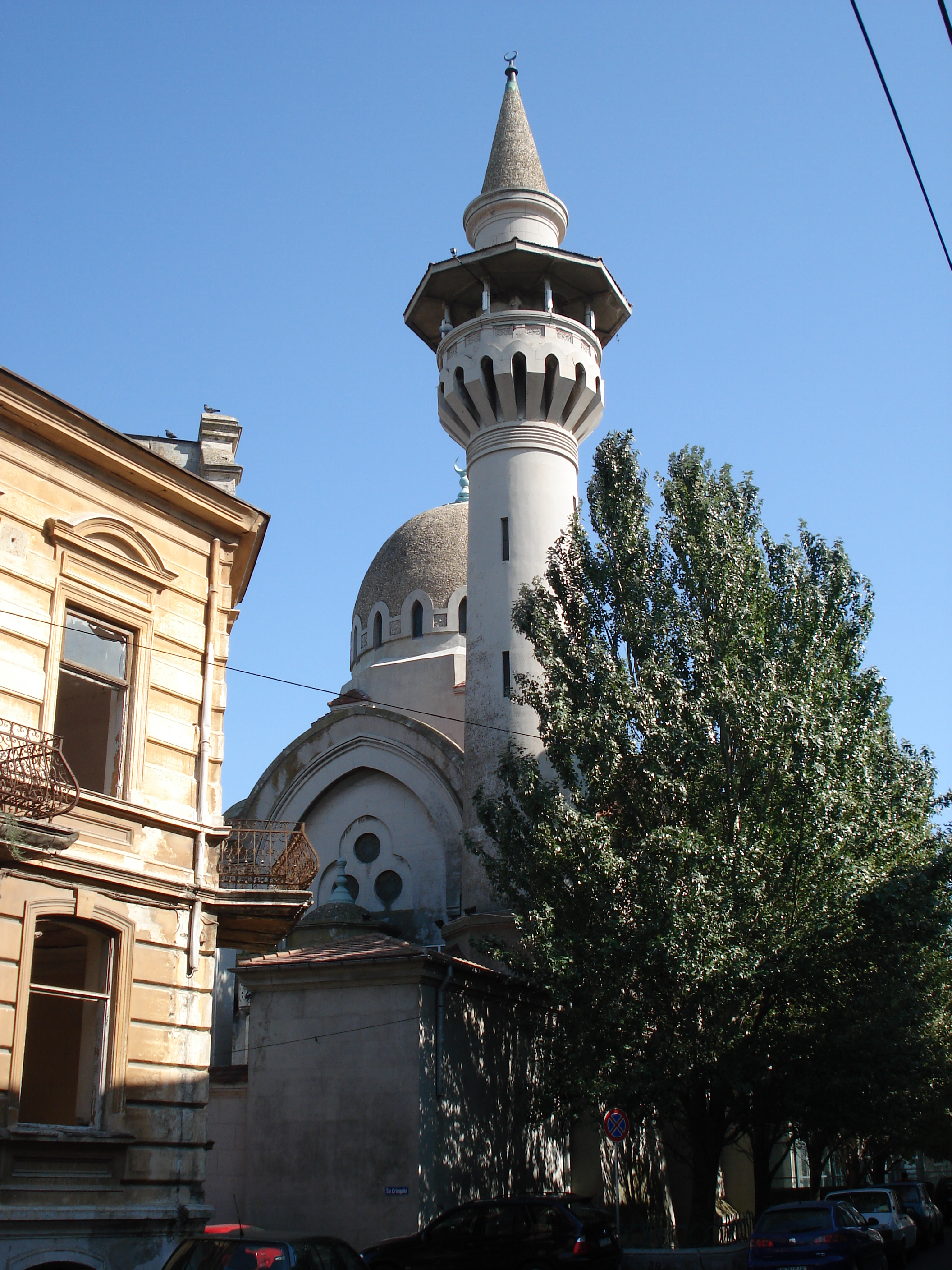
Мечеть Кароля I в г. Констанца

Ислам в Румынии в настоящее время исповедуют около 0,3% населения страны (68 тысяч чел). История ислама на территории страны насчитывает более 7 веков, хотя соблюдение его традиций в целом ограничено исторической областью Северная Добруджа, на побережье Чёрного моря, которое было частью Османской империи в течение почти пяти столетий (приблизительно 1420—1878) и вошло в состав Румынии после 1878 года. Традиционно преобладает ислам суннитского толка. Исламская религия — одно из 16 официально признанных религиозных верований страны. Исповедуют его в основном румынские турки и румынские татары (дунайские татары).

## Демография
Согласно переписи 2020 года, 19364 человек (приблизительно 0,65% от общего населения страны) указали, что их религией был ислам. Этнически, мусульмане страны — это главным образом местные турки (28 тысяч), татары (крымские татары, буджакские татары, ногайцы) (24 тысяч чел), цыгане-мусульмане (15 тыс. человек в одной оценке), албанцы (около 3000). Автохтонные мусульмане проживают в основном в сельской местности восточной, центральной и южной Добруджи, близ города Констанца, на побережье Чёрного моря. Также во второй половине XX века в Румынии появились небольшие группы ближневосточных иммигрантов (часть из них обучалась в Румынии) и беженцев (арабы, курды, из Ирана, Афганистана и прочие) — около 5 тысяч чел. Они в большинстве своём проживают в Бухаресте и других крупных городах страны, часто являясь транзитными мигрантами.

## История
Первыми мусульманами на территории Румынии, несмотря на то, что большую часть составляли христиане, были печенеги и половцы.
С XIV по XV века в исторической области Северная Добруджа и по берегам Дуная развивались мусульманские общины. Их история связана с монгольским завоеванием и Золотой Ордой, а также обращением хана Узбека в ислам. С 1420 по 1878 года территория Добруджи находилась под властью Османской империи, а в дальнейшем вошла в состав Румынии.
В 1877 году на землях Румынии было образовано 4 муниципалитета. Между двумя мировыми войнами их число сократилось до двух. В 1943 году Тулчинский и Констанцский муфтии были объединены.
К началу XX века в Добрудже насчитывалось около 260 мечетей. Их численность продолжала сокращаться, многие из них приходили в упадок и были заброшены после того, как численность турецкой и татарской общины сократилась в результате миграции в Турцию, а также в результате двух мировых войн. После 1945 года здесь было около 150 мечетей. Численность их продолжала сокращаться с приходом к власти и установлением коммунистического режима в Румынии. После революции 1989 года мечети и медресе в Румынии вновь стали открыты.

## Статистика
| Год  | Численность | %     |
| ---- | ----------- | ----- |
| 1930 | 185,486     | 1.03% |
| 1949 | 28,782      | 0.18% |
| 1956 | 34,798      | 0.2%  |
| 1966 | 40,191      | 0.21% |
| 1977 | 46,791      | 0.22% |
| 1992 | 55,928      | 0.25% |
| 2002 | 67,257      | 0.31% |
| 2011 | 64,337      | 0.34% |
| 2020 | 136 000     | 0.65% |

## Галерея

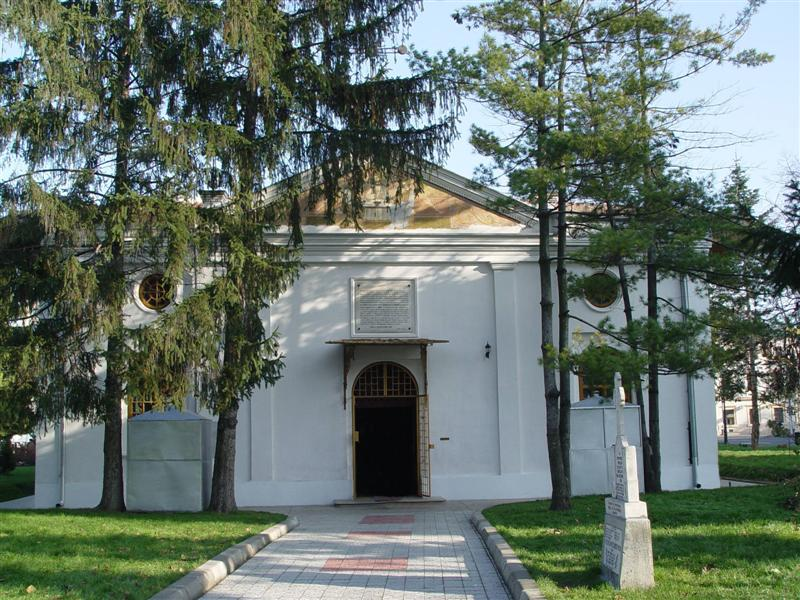
Бывшая мечеть в центре города Брэила (ныне Церковь Святых Архангелов Михаила и Гавриила)
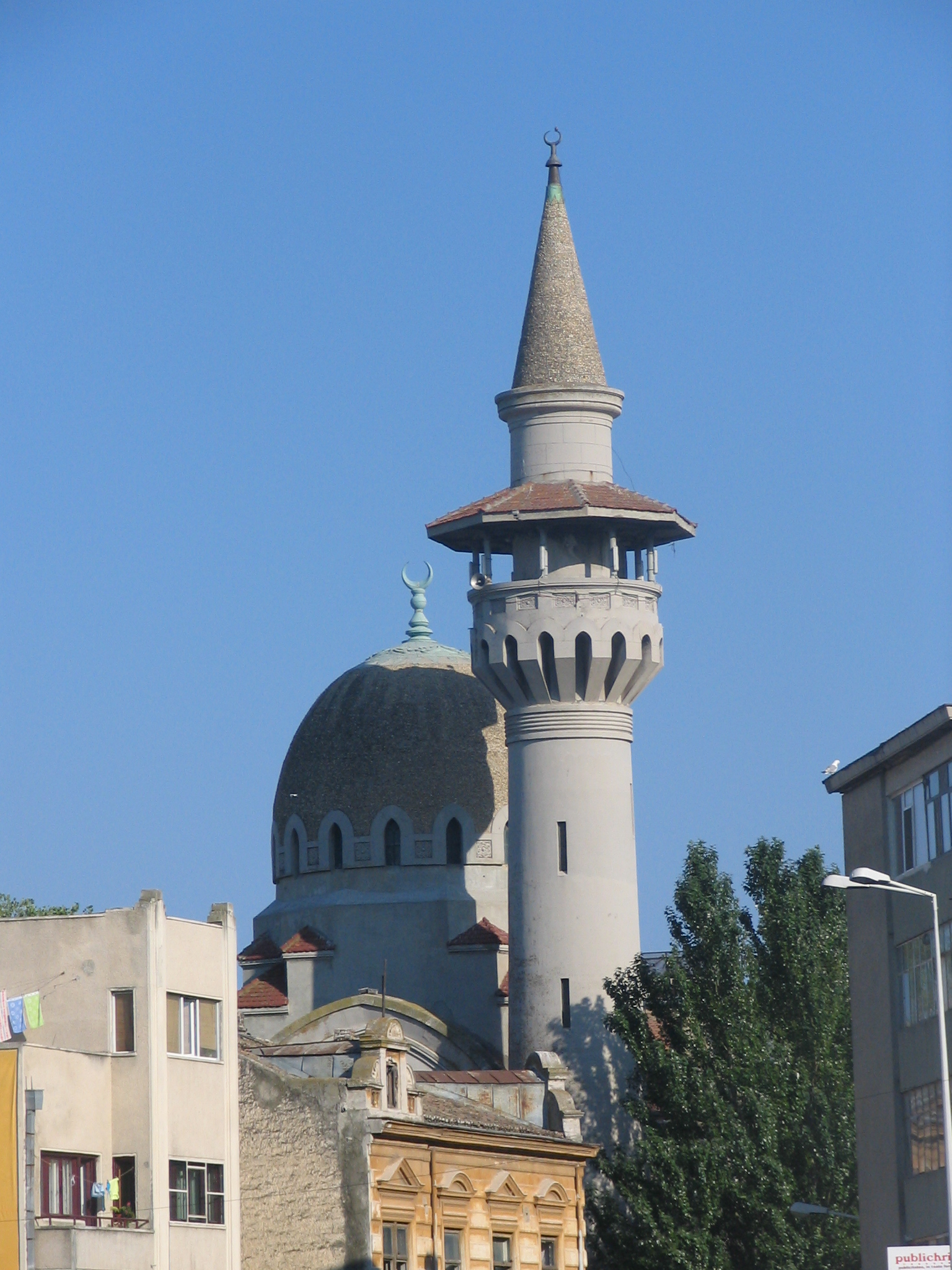
Мечеть Кароля I в Констанце
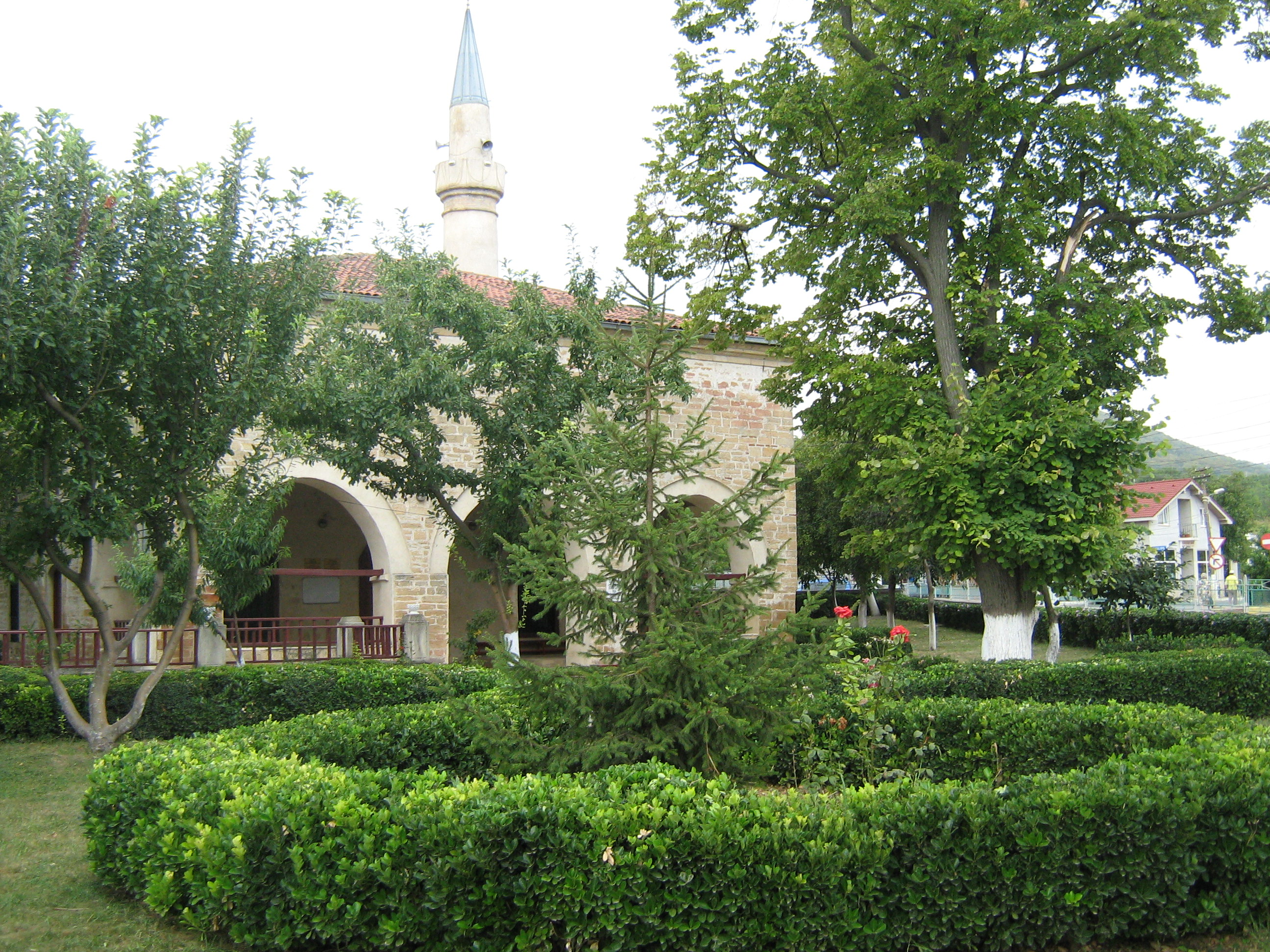
Мечеть Али Паша Гази в Бабадаге
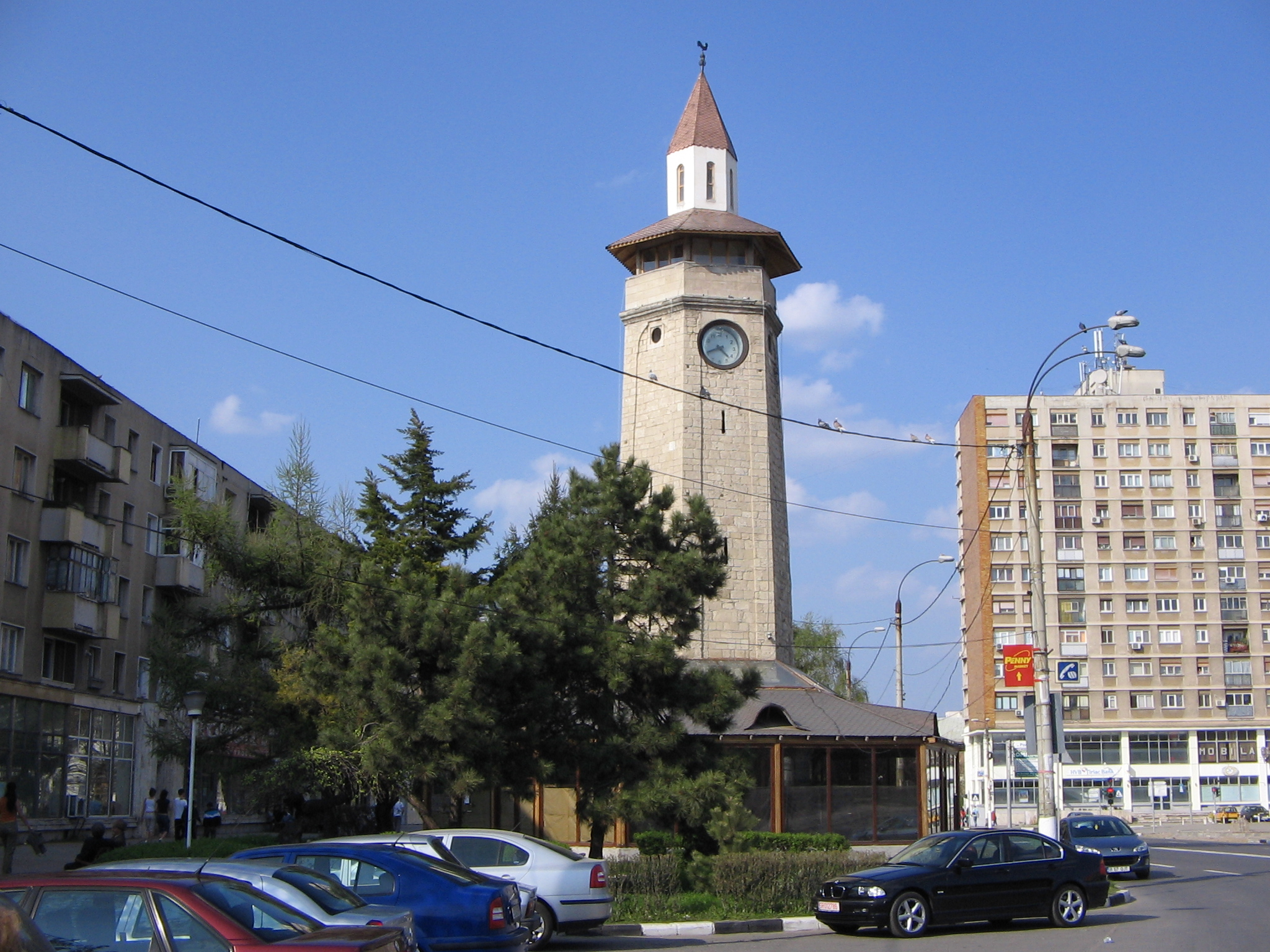
Бывшая османская башня в Джурджу
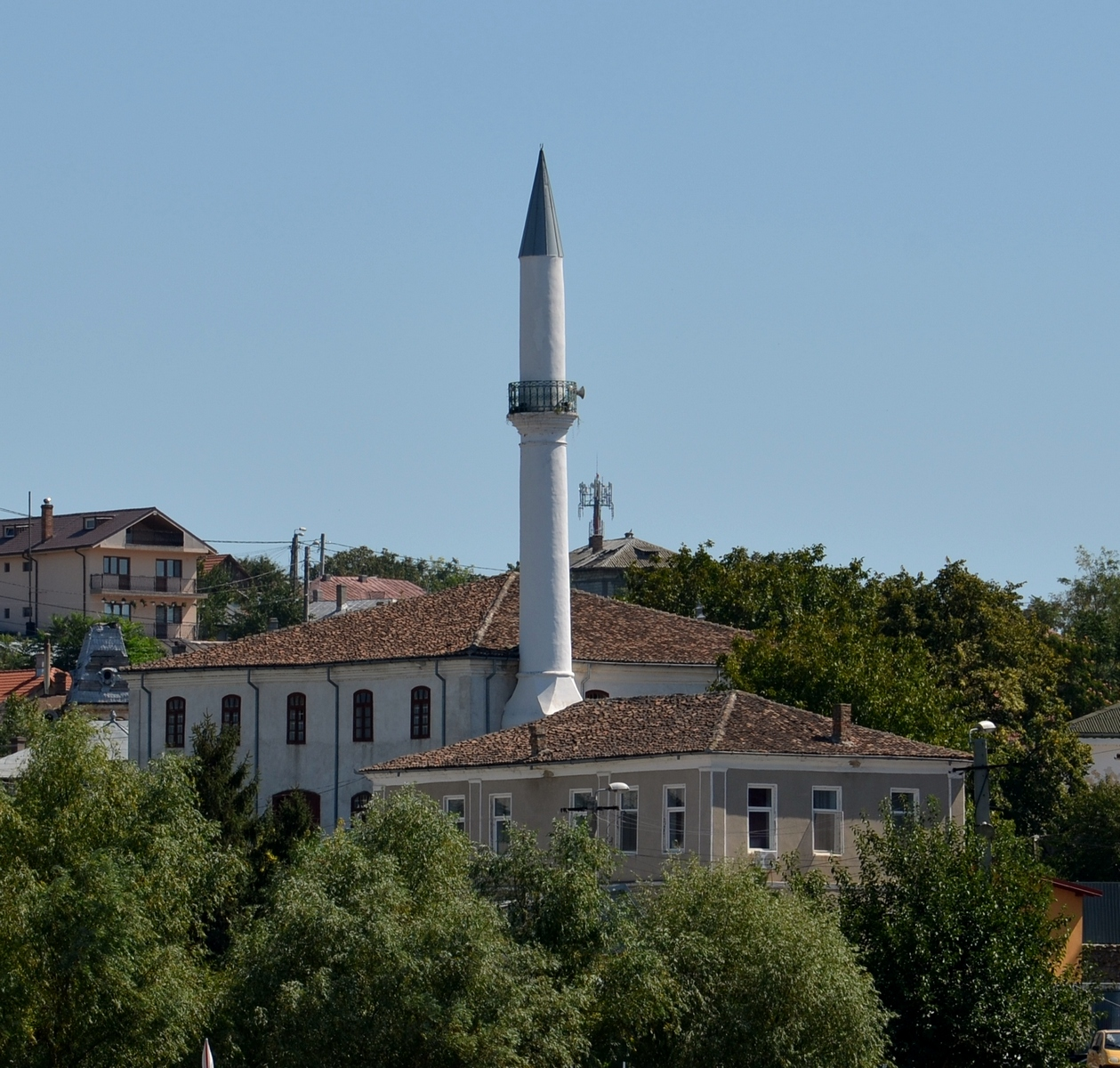
Мечеть Азизие в Тулче
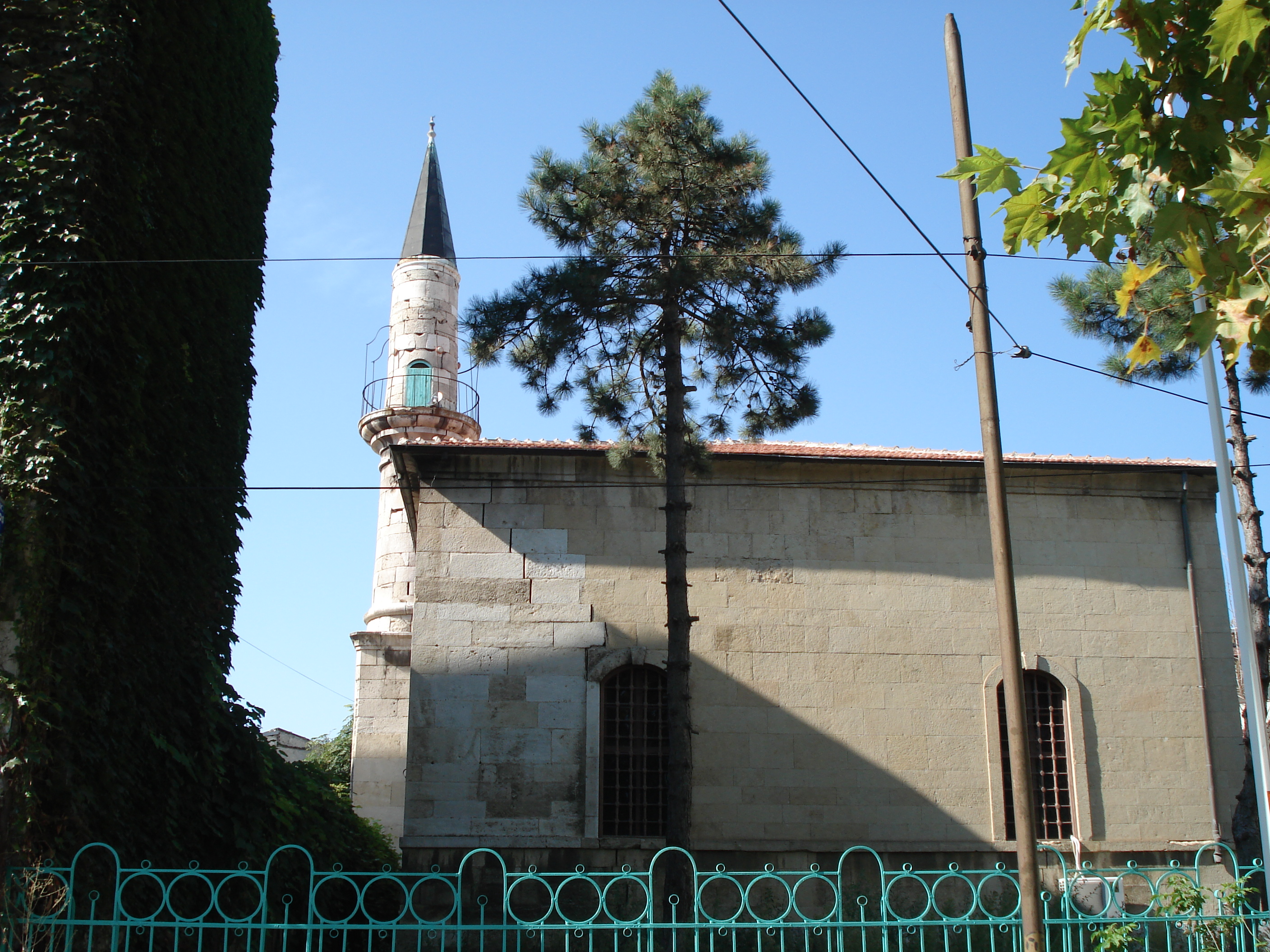
Мечеть Хюнкар в Констанце